# サンドウィッチマンのどうぶつ園飼育員さんプレゼン合戦 ZOO-1グランプリ
『サンドウィッチマンのどうぶつ園飼育員さんプレゼン合戦 ZOO-1グランプリ』（サンドウィッチマンのどうぶつえんしいくいんさんプレゼンがっせん ズーワングランプリ）は、CBCテレビ・TBSテレビの共同制作が、TBS系列で放送した動物・教養番組で、サンドウィッチマンの冠番組。2020年9月から、3度にわたってパイロット版が不定期に放送され、その後2022年4月26日から2023年2月28日まで、毎週火曜19:00 - 20:00 (JST) にレギュラー放送が実施された。

## 概要
全国各地の動物園の飼育員に登場してもらい、あるテーマに沿って様々な動物の生態系や、各地の話題の動物園の職員、飼育員らを取材。それを部門ごとに審査し、飼育員による投票に基づいてグランプリを決定する。本番組のレギュラー化により、28年ぶりにCBCテレビ制作のテレビ番組が、TBS系列のゴールデンタイムで放送される形となり、また同時間帯には『ヒューマングルメンタリー オモウマい店』（中京テレビ制作・日本テレビ系列）が裏番組として放送されていたことから、「名古屋対決」としても注目を集めていた。

## 出演
MC
- サンドウィッチマン（伊達みきお・富澤たけし）

アシスタント
- 雨宮萌果

レポーター
- 東京ホテイソン（パイロット版2 - ）[5][6][7]
- ティモンディ（パイロット版3）[6]
- ロングコートダディ（レギュラー版第1回）[7]

声の出演
- 菊地ゆうみ（パイロット版1 - 3[注 5]）[8]
- 松岡禎丞（パイロット版3）[9]
- 吉岡直子（CBCテレビアナウンサー、パイロット版3）
- 中村悠一（レギュラー版第1回 - ）

## スタッフ

### レギュラー版
●=レギュラー版より加入
- 構成：八木晴彦、水野将良、安部裕之、武田郁之輔、羽柴拓【毎週】、間マサムネ、米田匡篤、岡本靖正【週替り】（水野以降→●）
- TM：鈴木昭平（●）、川原竜（●、以前はTP）
- PM：松田栄二（●）
- TP：名畑輝彦（●、パイロット版第1、2回は音声、●途中までTM）
- TD：愛川颯丈（●、パイロット版第3回はカメラ）
- VE：吉田崇、平子勝隆（共に第3回 - 平子→以前はVTR）【週替り】
- カメラ：篠田光人、小椋隆、玉野智美、佐藤光一（小椋→パイロット版第1回、小椋・玉野・佐藤→●、佐藤→以前はTD）【週替り】
- 音声：浜崎健、西偲伸（西→●）【週替り】
- VTR（第3回 - ）：下斗米孝仁（●）
- 照明：高木亘（第3回 - ）
- リモート：大石祐貴（第2回 - ）、吉田尚史（●）【週替り】
- ロケ技術：スウィッシュ・ジャパン（第3回 - ）、HBCフレックス、スクラッチ、JPN、セッターズ、横尾暁祥、植松一哉、turn up、フラッグ、レック、REC、ライズアップ、池田屋、CAMlX、tu、TerSeRmp、MABU、ライズ・アップ、丸山博充（共に●）【週替り】
- 美術統括：橋田誠一（●）
- 美術プロデューサー：中村嘉邦（●）
- 美術ディレクター：町山充洋（●、以前は美術制作）
- 装置：大森俊也（●）
- 電飾：田谷尚教（●）
- 装飾：田村健治（●）
- 技術・美術協力（第3回 - ）：TBS ACT（第3回 - ）、CBCDTec（●）
- テロップ：Toki Tech（●）
- ロゴ：伊藤彰洋
- CG：出嶋隆司
- web：江邑竜也
- SNS（第2回 - ）：都田和久（●）
- 配信：塩川篤史（TBSテレビ、●）
- 編集：山中健司・遠藤千尋（共に麻布プラザ、●）、村松善徳（第1回- ）、村山翔太（●）【週替り】
- MA：佐藤卓也（麻布プラザ、●）、稲垣晶（第1回 - ）、加賀見信吾（麻布プラザ、●）【週替り】
- 音効：笠原貴一（東海サウンド）、安原裕人・秋庭加菜子（grasp、共に●）【週替り】
- 編成：柳沢光一郎・パリーク亜門（共にTBSテレビ、柳沢→パイロット版第3回 - 、パリーク亜→●）[10]
- 宣伝：中島聡・竹井英俊・牧田華奈・山岸信良・正木文菜（共にTBSテレビ、中島聡・竹井・牧田→第3回 -、山岸・正木→●）/中橋かおり・吉田和弘・田中久留美（共にCBCテレビ、吉田・田中→●）【TBSテレビ担当者は週替り】
- メイク：アートメイク・トキ（●）
- 協力：動物園関係者の皆様、Zoom、アフロ、中村サトル（共に●）
- リサーチ（第3回 - ）：フォーミュレーション（●）
- 監修：パンク町田（●）
- デスク：正木ぴあ（●）
- AD：藤﨑祥人、村田聖羅、見置舞冬、澁谷琴音、大島識史【毎週】、岡田友菜、野呂穂乃夏、林田彩、阿部穂乃香、宮﨑啓輔、亀田歩、野溝祐菜、石川笑見、松村佳奈、原理紗、早野大貴、石井玲、山本拓人、西迫侑真、福田唯七、平岩洵人、大島和也、平井未来、宮崎なつみ、白澤七咲、浜川理央、小笠原舜、井脇健太、是澤綾、島田果恋【週替り】（岡田→第2回 -、村田・見置・澁谷・大島識・野呂・林田・阿部・宮﨑・亀田・野溝・石川・松村・原・早野・石井・山本・西迫 - 福田・平岩・大島和・平井・浜川・野溝 - 島田→●）
- AP（第2回 - ）：佐藤国秀（第2回 - 、第1回はディレクター）、長谷川三芳（テイクシステムズ）、田牧飛呂希（第3回 - ）、橋下桃花、鳥越幹稀【毎週】、田中郁子、小島美樹（小島→第3回 - ）、田畑真帆【週替り】（長谷川・橋下・鳥越・田中・田畑→●）
- ディレクター：須田基之、福井玄樹、べんべん、渡辺啓輝、小野恵太、伊藤雄哉、菱田悠(忠)、柴田大輔、牧田尚也、砂山友希、堀田大輔、犬飼義啓、柄吉三太郎、上田健太、橋本悠希、稲村隆、倉橋雄亮、山口堅太郎、山本健太、小山薫、桐越慎二、伊達秀昭、高木裕太、木村諒、國井三穂、吉澤直樹、境太資、漆畑由美、大貫翔平、源田陽介、甲田啓一郎、早野太貴、荒木志宣、林純平、瀬戸亘、北川流、郡亮太、瀧本卓、漆田将行、久佐賀浩之、次郎垣内保、田中想人（甲田→第2回-、菱田・柴田・砂山→第3回 - 、須田基・福井・べん・渡辺・小野・伊藤・牧田・堀田以降→●、田中→以前は毎週AD）【週替り】
- チーフ/ディレクター：東功一朗、伊達正人、太田雅人（全員→●、太田→第2回から●途中までディレクター）【週替り、回によって異なる】
- チーフディレクター：川口達也、祖父江謙太郎、黒澤寛、板垣忠彦、伊藤春樹、矢口鉄太郎（共に●）【週替り】
- 制作プロデューサー：水谷潔（CBCクリエイション、パイロット版第3回はプロデューサー）、服部恒明（CBCテレビ）【毎週】、森田敦士、浅野克己 (D-PORT)、野津彩乃、志水大介 (K-max)、藤森寛明・柳橋弘紀（共にテイクシステムズ）、嶋田哲治、安原(瀬)勇人、小泉美華（小泉→以前は毎週）（水谷以降→●）【週替り】
- 演出：澤木修司（CBCクリエイション、パイロット版→チーフディレクター）[10]、須田岳未（●、第3回から●途中までディレクター）
- 総合演出：壁谷公章（CBCクリエイション）[10]
- プロデューサー：萩原雄太・柴田知宏・横山公典（共にCBCテレビ）[10]
- 制作協力：CBCクリエイション[10]、74（●）【毎週】、K-max（●）、テイクシステムズ（●）、D-PORT（●）【週替り】
- 制作：CBCテレビ（パイロット版第1・2回は制作著作）、TBS（パイロット版第3回 - ）[10]

### 過去のスタッフ
- TP：鈴木幹也（●、パイロット版はTD）
- カメラ：行重祥吉（第1回）
- VE：松浦弘和（第1回）、衣川敏彰（第2回）
- 音声：大林亮介（第2回）、八嶋信平、池田千尋（共に第3回）
- リモート：大野和之（第1回）
- 照明：東出（第1回）、山盛修（第2回）
- ロケ技術：檀亮、塚本孝二、藤巻和貴（共に第1回）、田中哲哉、寺本知哉（共に第2回）、エスパシオ、ジェイ・クルー、インテック（共に第3回）
- テロップ：村上紗耶（第2回）、両坂和希（第2・3回）、世羅恭大、佐賀広美、木村瑠璃（木村→第3回 - ）
- 美術プロデューサー：岡嶋正浩（●、パイロット版第3回は美術）
- 美術：第一舞台（第1回）、瓜生奈央（第3回、第1回はデザイン）
- SNS（第2回 - ）：安部正実、平林基（共に第3回）、中井啓二（第2回 - ）
- 編集：木下洋道（第2回）、藤村芳美（第3回）
- MA：飯野和義（第1回）
- 音効：柴田勇也（第3回）
- 編成：高木和義・大澤良二・尾田真一（CBCテレビ、高木→第1・2回、大澤・尾田→第2回）
- 宣伝：佐藤綾子（CBCテレビ、第1・2回）、中島良（CBCテレビ、第3回 - ）
- メイク：DO8（第1回）、Style STYLE（第2・3回）
- 海外コーディネーター（第3回）：Ryan Adiputra、Mars Network.LLC 歌野晶子、FLY MEDIA 野村瞳（共に第3回）
- リサーチ（第3回）：Crea Pro、CLABO（共に第3回）
- スタジオ進行：谷永真二、岡本真人、坂井剛、近藤駿一、庄司航介（共に第1回）
- AP（第2回 - ）：菊池絢子（第3回）
- ディレクター：黒柳翔、高柳俊也（第1 - 3回）、大武和広、内村由美子（共に第1回）
- プロデューサー：斉藤龍昭（CBCテレビ、第1・2回）

## ネット局と放送時間
| 放送対象地域   | 放送局                   | 系列    | 放送開始日                    | 放送時間             | ネット状況 |
| -------------- | ------------------------ | ------- | ----------------------------- | -------------------- | ---------- |
| 中京広域圏     | CBCテレビ (CBC)          | TBS系列 | 2022年4月26日 - 2023年2月28日 | 火曜日 19:00 - 20:00 | 制作局     |
| 関東広域圏     | TBSテレビ (TBS)          | TBS系列 | 2022年4月26日 - 2023年2月28日 | 火曜日 19:00 - 20:00 | 共同制作局 |
| 北海道         | 北海道放送 (HBC)         | TBS系列 | 2022年4月26日 - 2023年2月28日 | 火曜日 19:00 - 20:00 | 同時ネット |
| 青森県         | 青森テレビ (ATV)         | TBS系列 | 2022年4月26日 - 2023年2月28日 | 火曜日 19:00 - 20:00 | 同時ネット |
| 岩手県         | IBC岩手放送 (IBC)        | TBS系列 | 2022年4月26日 - 2023年2月28日 | 火曜日 19:00 - 20:00 | 同時ネット |
| 宮城県         | 東北放送 (tbc)           | TBS系列 | 2022年4月26日 - 2023年2月28日 | 火曜日 19:00 - 20:00 | 同時ネット |
| 山形県         | テレビユー山形 (TUY)     | TBS系列 | 2022年4月26日 - 2023年2月28日 | 火曜日 19:00 - 20:00 | 同時ネット |
| 福島県         | テレビユー福島 (TUF)     | TBS系列 | 2022年4月26日 - 2023年2月28日 | 火曜日 19:00 - 20:00 | 同時ネット |
| 山梨県         | テレビ山梨 (UTY)         | TBS系列 | 2022年4月26日 - 2023年2月28日 | 火曜日 19:00 - 20:00 | 同時ネット |
| 長野県         | 信越放送 (SBC)           | TBS系列 | 2022年4月26日 - 2023年2月28日 | 火曜日 19:00 - 20:00 | 同時ネット |
| 新潟県         | 新潟放送 (BSN)           | TBS系列 | 2022年4月26日 - 2023年2月28日 | 火曜日 19:00 - 20:00 | 同時ネット |
| 静岡県         | 静岡放送 (SBS)           | TBS系列 | 2022年4月26日 - 2023年2月28日 | 火曜日 19:00 - 20:00 | 同時ネット |
| 富山県         | チューリップテレビ (TUT) | TBS系列 | 2022年4月26日 - 2023年2月28日 | 火曜日 19:00 - 20:00 | 同時ネット |
| 石川県         | 北陸放送 (MRO)           | TBS系列 | 2022年4月26日 - 2023年2月28日 | 火曜日 19:00 - 20:00 | 同時ネット |
| 近畿広域圏     | 毎日放送 (MBS)           | TBS系列 | 2022年4月26日 - 2023年2月28日 | 火曜日 19:00 - 20:00 | 同時ネット |
| 鳥取県・島根県 | 山陰放送 (BSS)           | TBS系列 | 2022年4月26日 - 2023年2月28日 | 火曜日 19:00 - 20:00 | 同時ネット |
| 岡山県・香川県 | RSK山陽放送 (RSK)        | TBS系列 | 2022年4月26日 - 2023年2月28日 | 火曜日 19:00 - 20:00 | 同時ネット |
| 広島県         | 中国放送 (RCC)           | TBS系列 | 2022年4月26日 - 2023年2月28日 | 火曜日 19:00 - 20:00 | 同時ネット |
| 山口県         | テレビ山口 (tys)         | TBS系列 | 2022年4月26日 - 2023年2月28日 | 火曜日 19:00 - 20:00 | 同時ネット |
| 愛媛県         | あいテレビ (itv)         | TBS系列 | 2022年4月26日 - 2023年2月28日 | 火曜日 19:00 - 20:00 | 同時ネット |
| 高知県         | テレビ高知 (KUTV)        | TBS系列 | 2022年4月26日 - 2023年2月28日 | 火曜日 19:00 - 20:00 | 同時ネット |
| 福岡県         | RKB毎日放送 (rkb)        | TBS系列 | 2022年4月26日 - 2023年2月28日 | 火曜日 19:00 - 20:00 | 同時ネット |
| 長崎県         | 長崎放送 (NBC)           | TBS系列 | 2022年4月26日 - 2023年2月28日 | 火曜日 19:00 - 20:00 | 同時ネット |
| 熊本県         | 熊本放送 (RKK)           | TBS系列 | 2022年4月26日 - 2023年2月28日 | 火曜日 19:00 - 20:00 | 同時ネット |
| 大分県         | 大分放送 (OBS)           | TBS系列 | 2022年4月26日 - 2023年2月28日 | 火曜日 19:00 - 20:00 | 同時ネット |
| 宮崎県         | 宮崎放送 (mrt)           | TBS系列 | 2022年4月26日 - 2023年2月28日 | 火曜日 19:00 - 20:00 | 同時ネット |
| 鹿児島県       | 南日本放送 (MBC)         | TBS系列 | 2022年4月26日 - 2023年2月28日 | 火曜日 19:00 - 20:00 | 同時ネット |
| 沖縄県         | 琉球放送 (RBC)           | TBS系列 | 2022年4月26日 - 2023年2月28日 | 火曜日 19:00 - 20:00 | 同時ネット |